# Erdöl-Erdgas Grimmen

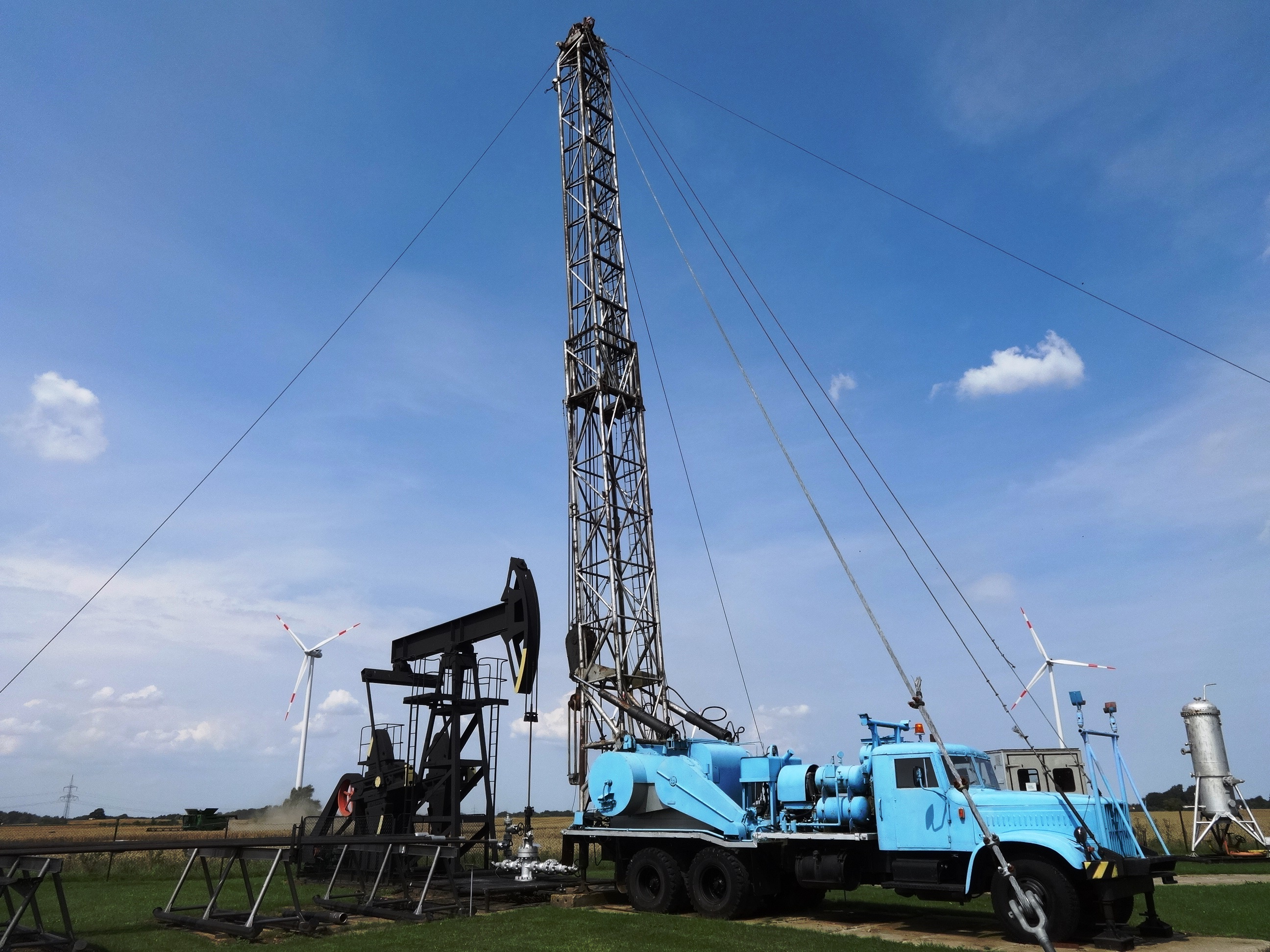
Ein Teil der einstigen Förderanlagen ist heute im Erdölmuseum Reinkenhagen zu sehen.

Der VEB Erdöl-Erdgas Grimmen war der größte Erdölerkundungs- und -förderbetrieb in der DDR. Der VEB förderte vor allem im Gebiet um Reinkenhagen zwischen Greifswald und Stralsund sowie auf der Insel Usedom und beschäftigte in der Spitze rund 2.300 Mitarbeiter. Die maximale Jahresfördermenge betrug 1969 rund 350.000 Tonnen Rohöl; Erdgas spielte als Begleitgas im Vergleich dazu nur eine geringe Rolle.  

## Geschichte

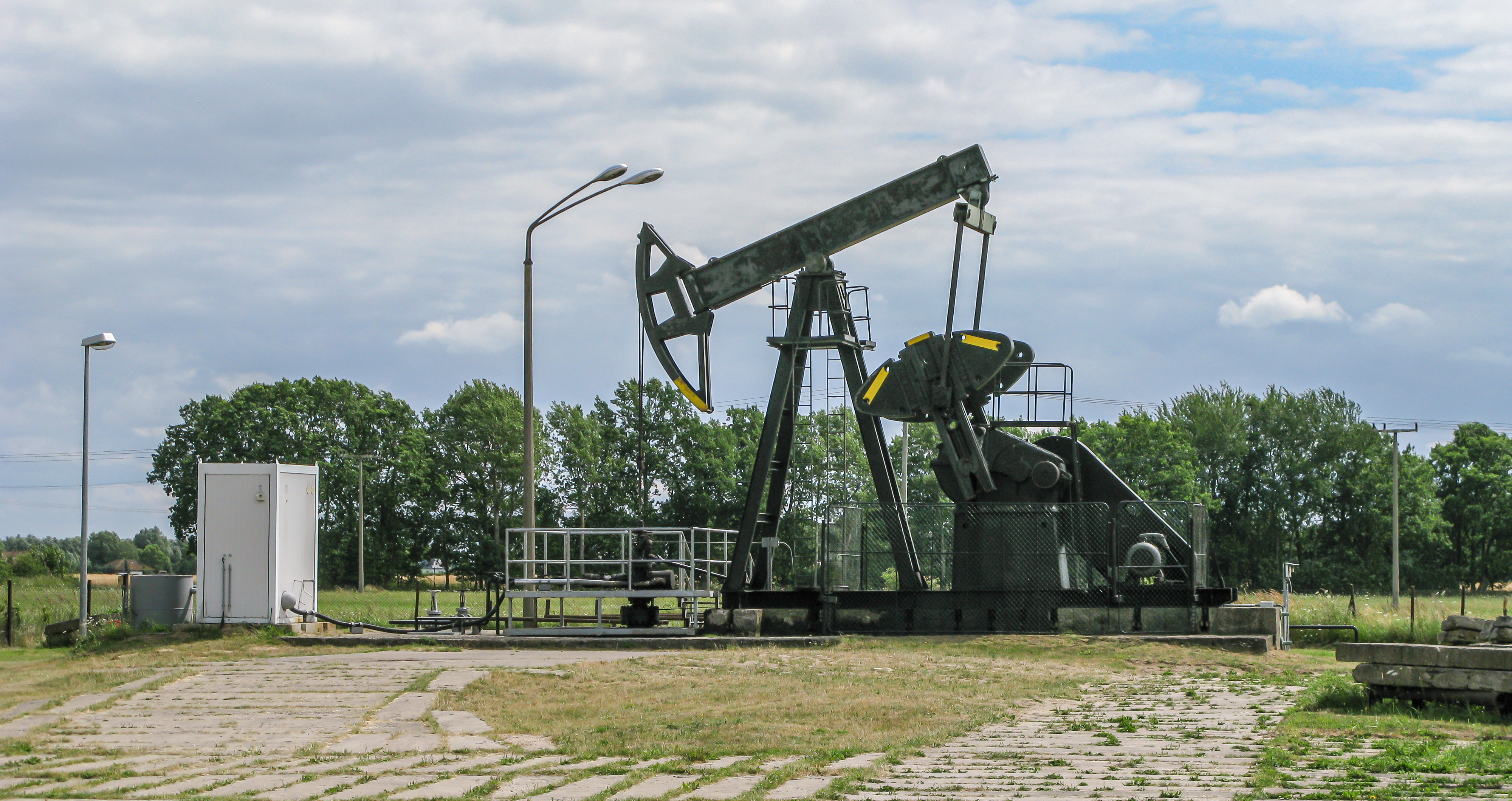
Aktive Förderanlage im Lütower Revier im Jahr 2010.

Der Grimmener Betrieb entstand 1960 zunächst als unselbständiger Stützpunkt des Erdöl-Kombinats Gommern, das für die geologische Erkundung im gesamten DDR-Gebiet zuständig war. Zum Kombinat gehörten neben dem Stammwerk in Gommern und dem in Grimmen weitere Erkundungsbetriebe in Stendal und Mittenwalde sowie der VEB Erdgasförderung Salzwedel.
Im März 1961 erfolgte die erste ölfündige Bohrung bei Reinkenhagen; im gleichen Jahr begann der Ausbau des Stützpunkts im Norden von Grimmen (heute Gewerbegebiet Stoltenhäger Straße) sowie der Neubau von Wohnungen in Grimmen-Südwest. Nach der Aufnahme der industriellen Förderung im Januar 1962 wurde der Stützpunkt ab 1. Oktober 1962 als VEB Erdöl- und Erdgaserkundung Grimmen verselbständigt.   

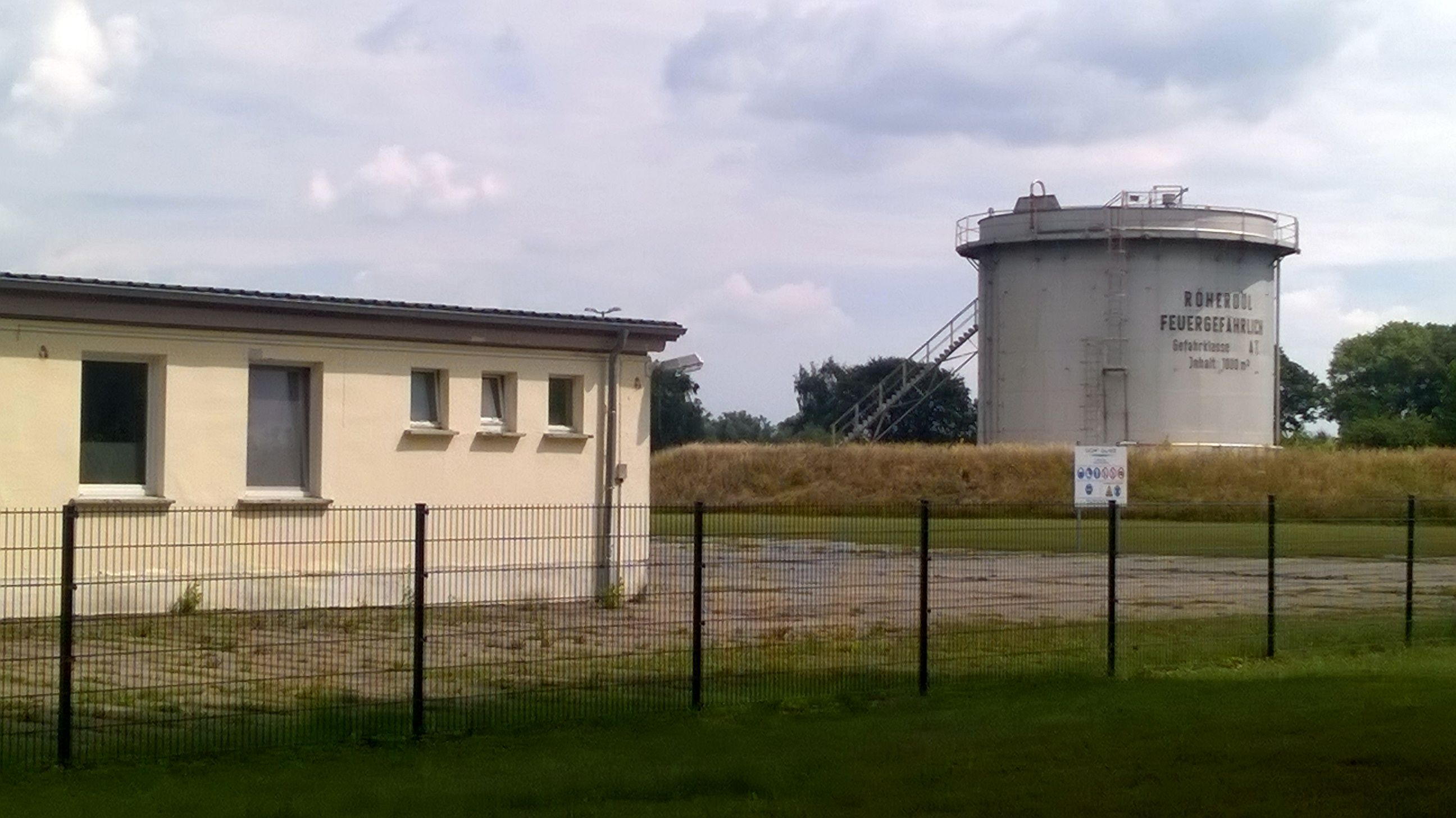
Hochtank und Werkstattgebäude des ehemaligen Betriebsteils Lütow im Sommer 2016

1965 wurde bei Lütow auf Usedom die größte Erdöllagerstätte auf dem Gebiet der DDR erschlossen und ein Jahr später dort ebenfalls mit der Förderung begonnen (siehe Erdölförderung in Lütow). Während das in Reinkenhagen geförderte Rohöl per Eisenbahn nach Schwedt in die dortige PCK-Raffinerie transportiert wurde, erfolgte der Abtransport von Usedom zunächst mit Tankschiffen über das Achterwasser, später mit Tanklastzügen auf der Straße. 
Bis Mitte der 1990er Jahre wurden in Reinkenhagen rund 400.000 Tonnen Rohöl gefördert, in Lütow rund 1,3 Millionen Tonnen. Der Höhepunkt der Förderung war jedoch bereits 1969 erreicht und fiel danach rapide ab. 1979 übernahm der Grimmener Betrieb die gesamte Öl- und Gasförderung des Mittenwalder Schwesterbetriebes mit Standorten u. a. in Döbern, Guben, Lübben und Rüdersdorf. Doch trotz aller Versuche, weitere Lagerstätten zu erschließen (darunter ein Gasfeld bei Heringsdorf oder ein Ölfeld bei Kietz im Oderbruch, ab 1987), spielte das in der DDR geförderte Erdöl gesamtwirtschaftlich zu keinem Zeitpunkt eine nennenswerte Rolle und konnte die Abhängigkeit des Landes von sowjetischen Öllieferungen (siehe Erdölleitung Freundschaft) nicht beenden.
Neben den Erkundungs- und Förderbohrungen war der Grimmener Betrieb auch für übertiefe Forschungsbohrungen zuständig. 1977 wurde in Mirow mit 8008,6 Metern die tiefste Bohrung in der DDR (damals auch in Europa) niedergebracht. Außerdem engagierte sich der Betrieb in den 1970er und 1980er Jahren auch im Ausland, etwa am RGW-Projekt „Petrobaltic“ vor der polnischen Ostseeküste sowie an der Erschließung mehrerer Ölfelder im Irak.

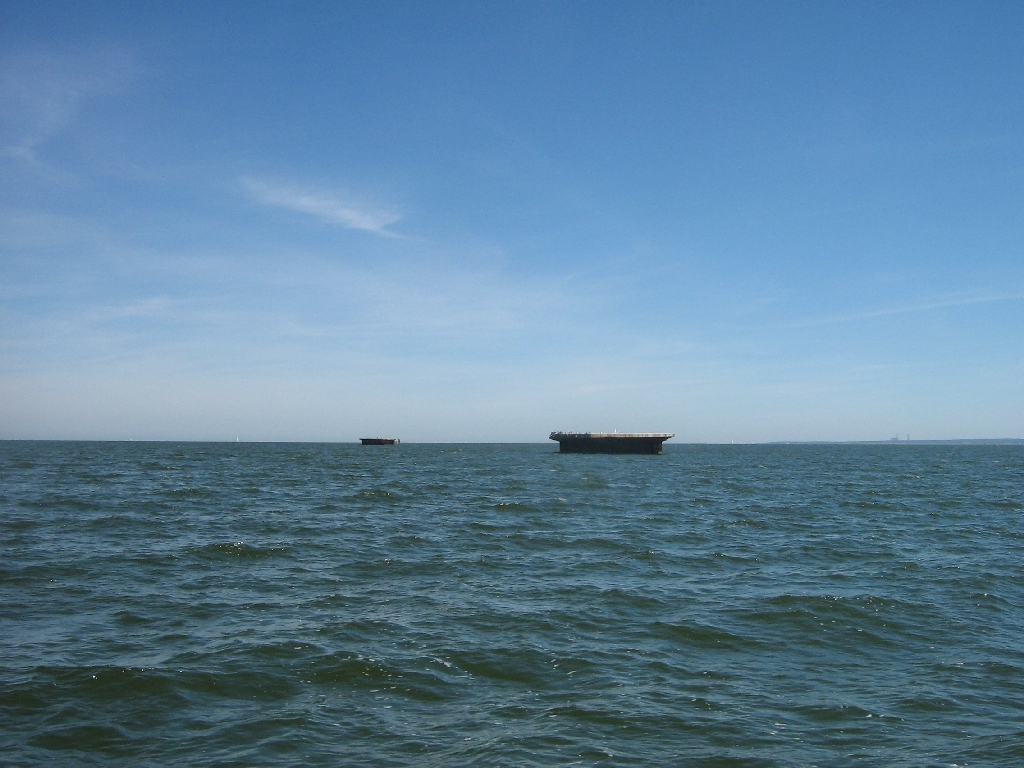
Ehemalige Bohrplattformen der EEG im Greifswalder Bodden (2007). Hier wurde zwischen 1969 und 1971 erfolglos nach Erdöl gebohrt.

Nach der Wende in der DDR wurde der Betrieb am 2. Juli 1990 in eine GmbH umgewandelt, mit dem ebenfalls privatisierten bisherigen Kombinatsbetrieb in Gommern verschmolzen und 1994 an Gaz de France verkauft. 1996 wurde die Förderung in Reinkenhagen eingestellt. Der Förderbetrieb auf Usedom läuft auf niedrigem Niveau bis heute weiter.

## Mediale Rezeption
Die Umstände der ersten erfolgreichen Bohrung bei Reinkenhagen wurden vom DDR-„Staatsdichter“ Kurt Barthel (KuBa) 1964 zu einem „dramatischen Poem“ mit dem Titel terra incognita verarbeitet und 1965 von der DEFA unter demselben Titel verfilmt.